# Manasquan
Manasquan é um distrito localizado no estado americano de Nova Jérsei, no Condado de Monmouth.

## Demografia
Segundo o censo americano de 2000, a sua população era de 6310 habitantes.
Em 2006, foi estimada uma população de 6199, um decréscimo de 111 (-1.8%).

## Geografia
De acordo com o United States Census Bureau tem uma área de
6,6 km², dos quais 3,6 km² cobertos por terra e 3,0 km² cobertos por água.

## Localidades na vizinhança
O diagrama seguinte representa as localidades num raio de 4 km ao redor de Manasquan.